# Westfleisch
Westfleisch SCE er en tysk kødproducent med hovedkvarter i Münster. Virksomhedens produkter omfatter svinekød, oksekød og diverse kødprodukter til detailhandel.
Westfleisch ejes af 4.900 tyske landmænd og blev grundlagt i 1928.